# Егерланд
Егерланд (чеськ. Chebsko; нім. Egerland; Німецький діалект Егерланду: Eghalånd) — історичний регіон на крайньому північному заході Богемії в Чехії на німецькому кордоні. Назву отримала на честь міста Егер, або за чеською Хеб.  У Німеччині Егер також називається річка (за чеською: Ohře). Останнім часом цей терен також називають Böhmisches Vogtland ( "Богемський Фогтланд").

## Географія
Егерланд розташовано на північному заході Чехії. Початково це був невеликий регіон площею менш 1000 км² навколо міста Егер, чеською: Хеб. Але під час Другої світової війни під німецькою окупацією, значення було поширено на площу 7466 км ², у тому числі великі, старовинні богемські території до околиць Пльзеня (Plzeň), такі міста, як Карлові Вари (Karlsbad), Соколов (Falkenau an der Eger), Красліце (Graslitz), Ходов (Chodau), Маріанське-Лазне (Marienbad), Тахов (Tachau) і Домажліце (Taus). Іноді термін поширюється на сусідні частини німецької Верхньої Франконії, за течією річки Огрже.

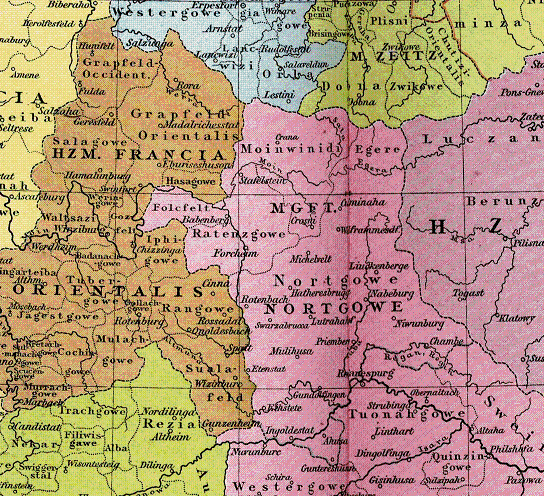
Байрішер-Нордгау (1000)

## Історія

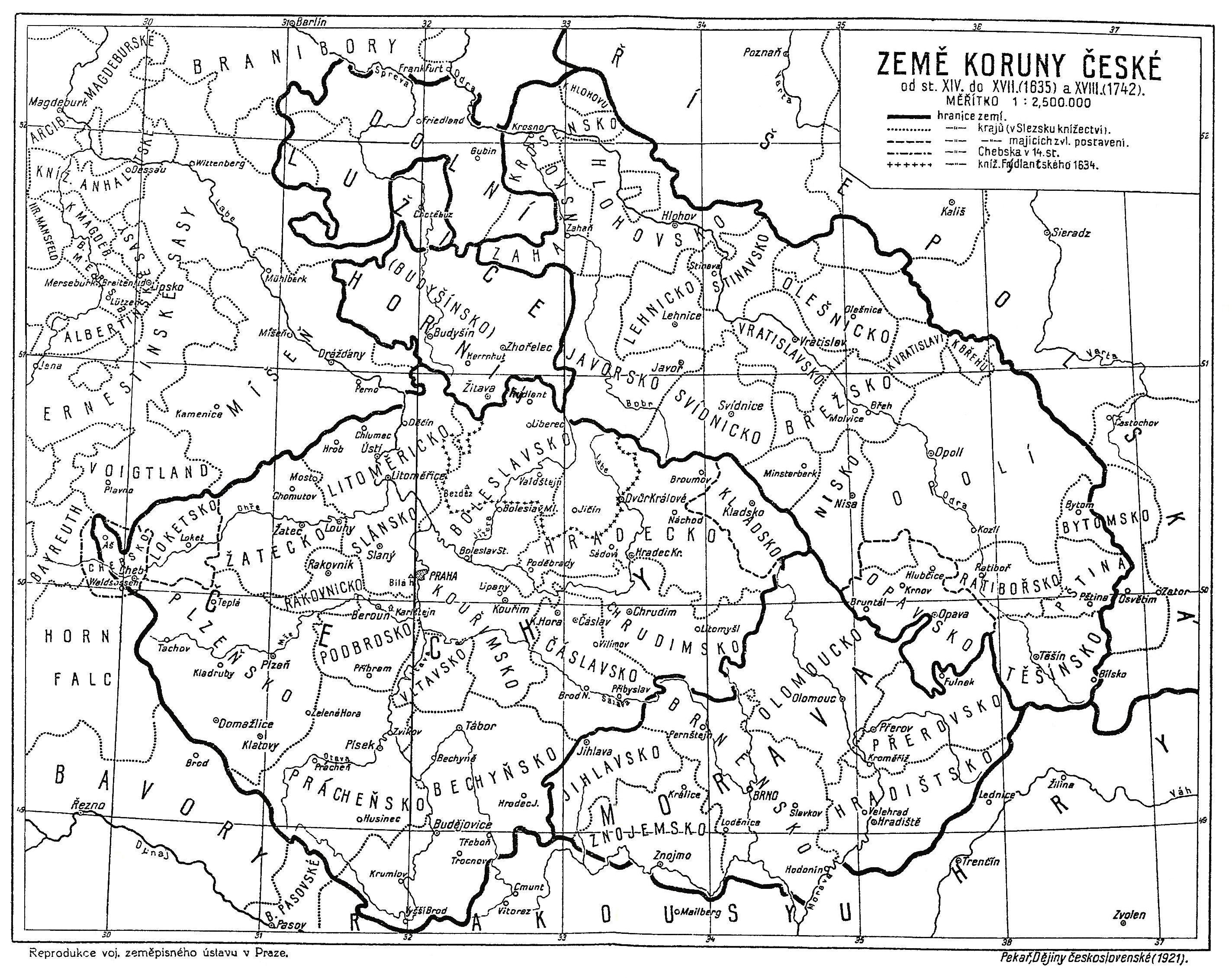
Егерланд, як одна з земель Богемської корони.

В 1061, Егер згадується в записах торговельних шляхів.  В 1135 Regio Egire згадується в складі Bayrische Nordgau (Північно-Баварська марка) у володінні графів Фохбург. Егер було успадковано імператором Фрідріх I Барбаросса династії Гогенштауфенів. Частина Егерланду, що наразі є в Чехії була згодом відокремлена від баварської частини. Егер був Kaiserpfalz (імперським містом), єдиним в сучасній Чехії. Гогенштауфени створили провінцію Ергенсис (Egrensis) як зразкову модель.
Починаючи з 1277, Місто і Край Егерланду були безпосередньо під управлінням (reichsunmittelbar) Священної Римської імперії, в 1322 імператор Людовік Баварський віддав Егер під заставу королю Богемії з гарантією повної незалежності від Королівства Богемія. Тому історична назва краю є Reichspfandschaft Eger (Імперська застава Егер). Корона Німецької імперії і корона Богемії були об'єднані під одним кермом — Люксембургів, які ліквідували заставу Егерланду Богемії. Егерланд й надалі мав власний уряд, незалежний від Богемії.

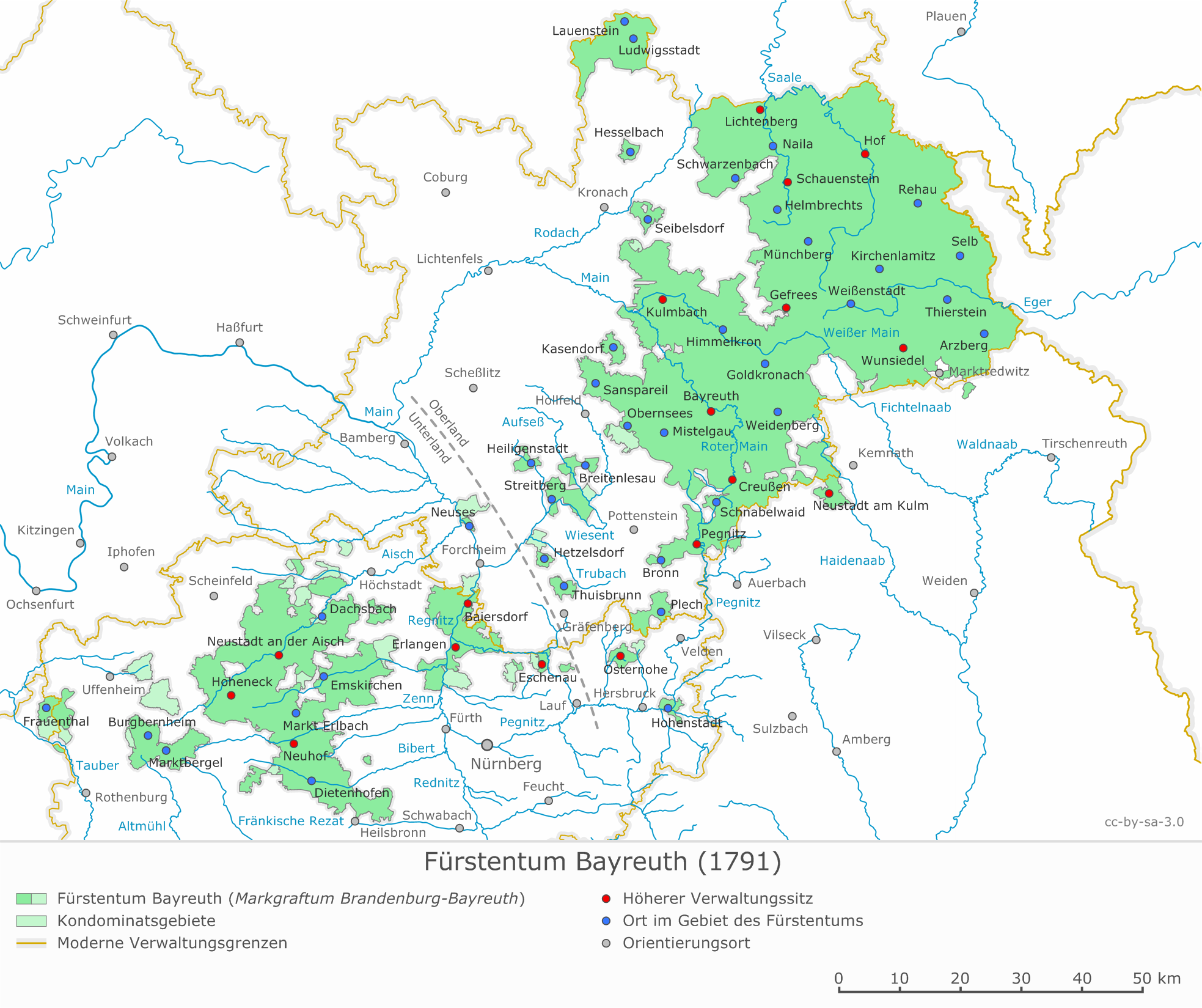
Князівство Байройт (1791)

Західна частина Егерланду разом з частиною Фихтеля і герцогством Байройт перейшли у 1791 під кермо Гогенцоллернів. Після скасування Священної Римської імперії у 1806 і заснування Австрійської імперії, східна частина Егерланду стала звичайним районом австрійської провінції Богемія.
Наприкінці Першої світової війни, німці Австрії і периферійних районів Богемії /Моравії, а потім Чехії, зажадали приєднатися до Німеччини, наголошуючи на національному самовизначенні, заснованому на доктрині Вільсона, що використовувалась для розмежування німецьких / австрійських територій. Як проміжний крок, вони проголосили Республіку Німецька Австрія. Чехи бажали 'відновлення своєї країни у своїх історичних кордонах', що передували германізації. Обидві боки діяли в односторонньому порядку, чехи створили Чехословацьку Республіку, етнічні німці створювали новий кордон між чеською і переважно переважно німецькою частинами країни.

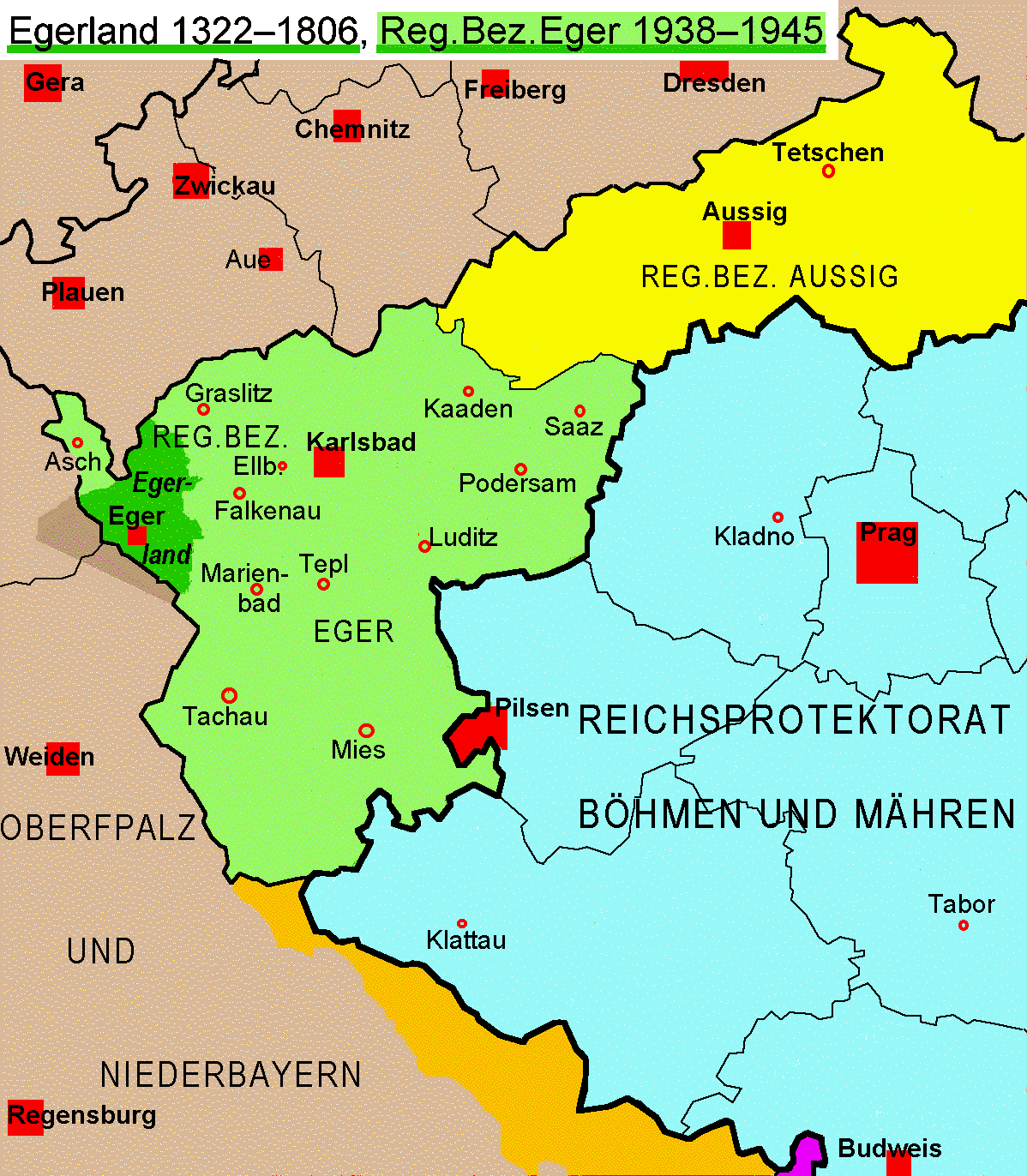
Исторічний Егерланд (1322-1806), регіон Егера (1938-1945), Протекторат Богемії та Моравії (1939-1945)

Після зайняття Гітлером влади в Німеччині, німецькі сепаратисти стали активнішими. Вони стали відомі, як судетські німці. Коли Гітлер прийшов до ситуації збройного конфлікту, прем'єр-міністри Великої Британії та Франції підтримали анексію Судетської область, у тому числі Егерланду, Нацистською Німеччиною в 1938. У той же час термін "Егерланд" розпочав застосовуватися для західних провінцій, Рейхсгау Судети. 
Після поразки Німеччини у Другій світовій війні, регіон відійшов знову до Чехословаччини в 1945, більшість етнічних німців було вислано до Німеччини через Декрети Бенеша, майже 90000 з історичного Егерланду і майже 800,000 з району, існуючого за нацистів, Егера (Regierunsgbezirk Eger). 
Наразі Егерланд частина Карловарського краю.
Райони в Німеччині та Чехії створили Єврорегіон Ергенсис за для зміцнення співпраці між Егерландом, Саксонським Фогтландом і сусідніми частинами Баварії. 